# 洛曹县
洛曹县，中国古县名。
唐朝元和十三年（818年）改洛封县置，治所在今广西壮族自治区宜州市东大曹，属柳州。北宋改属宜州，嘉祐七年（1062年）废入龙水县。 